# Arco de Tica Tica
El Arco de Picchu (también conocido como Arco de Tica Tica o Acueducto de Tica Tica) es un arco ubicado en la ciudad del Cusco, Perú. Inicialmente construido a las afueras de la ciudad, hoy se encuentra inmerso en el barrio de Tica Tica, distrito de Santiago, en la salida noroccidental de la ciudad rumbo al distrito de Poroy. 

## Historia
El arco fue construido en la época colonial por orden del intendente del Cusco José de la Portilla. Fue terminado el 23 de junio de 1791 tal como consta en la inscripción realizada en el interior del arco. Al ubicarse en una de las vías de salida de la ciudad fue utilizado como sitio de recepciones y despedidas de viajeros y autoridades. La ubicación donde se levantó el arco se llamaba Uroscalla' que en quechua significa "lugar desde donde se pierde de vista la ciudad sagrada". No obstante, su función principal fue de servir de acueducto, abasteciendo de agua a la ciudad.
Originalmente, la construcción se componía de tres arcos de medio punto, modificándose su estructura para el paso del Ferrocarril de Santa Ana a inicios del siglo XX
Desde 1972 el arco forma parte de la Zona Monumental del Cusco declarada como Monumento Histórico del Perú. Asimismo, en 1983 al ser parte del casco histórico de la ciudad del Cusco, forma parte de la zona central declarada por la UNESCO como Patrimonio Cultural de la Humanidad. y en el 2014, al formar parte de la red vial del Tawantinsuyo volvió a ser declarada como patrimonio de la humanidad.

## Arquitectura
Consta de un muro central con dos arcos de medio punto uno para el camino de la vía férrea y el otro para el acceso peatonal, con contrafuertes a los costados para su estabilidad, en la parte superior esta el acueducto. Está hecho con roca de andesita basáltica, cal y canto, asimismo tiene una cruz.